# Opština Kučevo

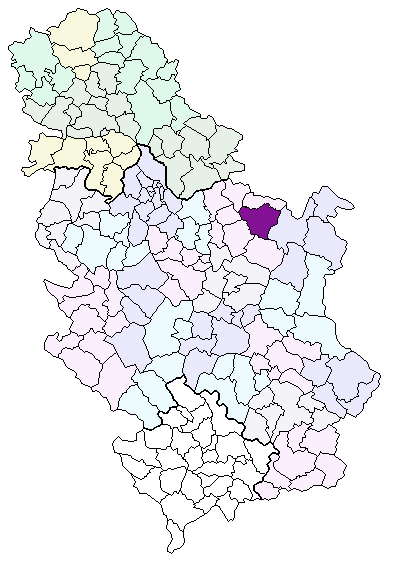
Lage in Serbien

Die Opština Kučevo ist eine serbische Opština (Samtgemeinde) im Okrug Braničevo mit etwa 18.808 Einwohnern.
Laut Volkszählung 2002 lebten in der Gemeinde 12.584 Serben und 5326 Rumänen.

## Ortschaften
Sitz der Gemeinde ist Kučevo. Folgende weitere Ortschaften gehören zu ihr:
| - Blagojev Kamen - Brodica - Bukovska - Velika Bresnica - Voluja - Vuković - Duboka | - Kaona - Kučajna - Lješnica - Mala Bresnica - Mišljenovac - Mustapić - Neresnica - Rabrovo - Ravnište | - Radenka - Rakova Bara - Sena - Srpce - Turija - Ceremošnja - Cerovica - Ševica |